# 日並バイパス
日並バイパス（ひなみバイパス）は、長崎県西彼杵郡時津町を通る国道206号のバイパスである。2007年3月20日に供用を開始した。

## 概要
並走する旧道の206号は、これまで交通量が集中し、激しい渋滞に悩まされていたが、新道である本道開通後は一気に交通量が減少した。

### 路線データ
- 距離：2.35km
- 起点：長崎県西彼杵郡時津町日並郷白岩
- 終点：長崎県西彼杵郡時津町子々川郷赤崎
- 制限速度：60km/h

## 接続路線
- 国道206号